# Кадыров, Рафаэль Рашитович
Рафаэ́ль Раши́тович Кады́ров (род. 23 августа 1957 (2 сентября по паспорту), деревня Тугаево, Гафурийский район) — советский башкирский живописец, график (офорт, уникальная графика, акварель, пастель). Член Союза художников России (1991).
Лауреат Республиканской премии имени Салавата Юлаева (1997) вместе с земляком-ишимбайцем Камилем Губайдуллиным «за полиптих „Земля Юрматы“, созданный в 1995—1997 годах.».
Дипломант выставки-конкурса «История в искусстве» в номинации «Живопись» (1999). Дипломант премии за лучшее произведение в 2000 г. Гран-при за лучшее произведение в 2000 г. Диплом Академии художеств РФ (2005). Золотая медаль Х региональной художественной выставки «Урал 2008», серебряная медаль «Традиции, духовность, мастерство» Секретариата СХ РФ(2009).
Заслуженный художник Башкортостана (2009).
Проживает в Ишимбае (с 1979, после завершения обучения в высшей школе).

## Образование
- Начальная школа
- Республиканская художественная школа-интернат, Уфа (1974).
- БГПИ, художественно-графический факультет (1979).

## Творчество
С 1985 года — участник республиканских, всероссийских и всесоюзных, в том числе специальных (графика), зональных, региональных, международных и зарубежных выставок. Свыше 15 персональных выставок, в том числе 3 зарубежных.
Член ТГ «Март» (1989—1993). Член АЮ при РО ВТОО «СХР» РБ с 1996 года.
Участвует в создании новых и реставрации прежних памятных сооружений города Ишимбая. Совместно с художником И. С. Ильясовым восстановил облик скульптурной группы «Наука и жизнь», участвовал в реставрации памятника пограничнику с собакой. В творческом союзе создал арт-объекты «Акбузат», «Мелодия», «Урал-батыр» и «Спорт».

## Местонахождение произведений
Свыше 60 произведений находятся в 15 Государственных музеях и картинных галереях России.
- Башкирский государственный художественный музей им. М.В.Нестерова (Уфа)
- Государственный музей изобразительных искусств Республики Татарстан(Казань)
- МНК НКЦ «Казань» (Казань)
- Новосибирский государственный художественный музей (Новосибирск)
- ГНИ «Урал» МК и НП РБ (Уфа)
- ГИ «Academia» (Уфа, УГАЭС)
- Галерея «Сангат» (Уфа)
- Ишимбайская картинная галерея (Ишимбай),
- Ишимбайский историко-краеведческий музей (Ишимбай)
- Салаватская картинная галерея (Салават)
- КГ «Янгантау» (Салаватский район, курорт «Янгантау»)).

Около 150 произведений — в различных учреждениях Башкортостана и более 100 — в частных собраниях за рубежом: Испания, Франция, США, Австрия, Германия, Израиль, Канада, Италия и др.
Проживает в Ишимбае (приехал в 1978 по распределению после окончания БГПИ). Его рукой начертана символика города и района — Герб Ишимбайского района, Флаг Ишимбайского района , а также совестно с Яруллиным Чингизом Асхатовичем флаг и герб города Ишимбая.
Один из основателей Ишимбайской картинной галереи. Является её директором.

## Оценки творчества
"Работы Рафаэля Кадырова — очень живые и лаконичные. На первый взгляд может показаться, что они созданы одним взмахом кисти….Тема неспешного и незыблемого деревенского уклада жизни и обобщенные образы сельских жителей уходят своими корнями в детство Рафаэля Кадырова — он родился в деревне Тугаево Гафурийского района Башкортостана. Этим и объясняются неповторимая теплота и поэтичность, с которыми мастер раскрывает эту тему и прописывает персонажи. ".

## Награды
- 2020 — Заслуженный художник Российской Федерации (26 августа 2020 года) - за большой вклад в развитие отечественной культуры и искусства, многолетнюю плодотворную деятельность[8].